# Odprto prvenstvo Avstralije 2011
Odprto prvenstvo Avstralije 2011 je teniški turnir, ki je potekal med 17. in 30. januarjem 2011 v Melbournu.

## Rezultati

### Moški posamično
Novak Đoković :  Andy Murray, 6–4, 6–2, 6–3

### Ženske posamično
Kim Clijsters :  Na Li, 6–3, 6–4

### Moške dvojice
Bob Bryan /  Mike Bryan :  Mahesh Bhupathi /  Leander Paes, 2-6, 7-5, 6-0

### Ženske dvojice
Gisela Dulko /  Flavia Pennetta :   Viktorija Azarenka /  Marija Kirilenko, 2–6, 7–5, 6–1

### Mešane dvojice
Katarina Srebotnik /  Daniel Nestor :  Chan Yung-jan /  Paul Hanley, 6-3, 3-6, 10-7